# ビョーク
ビョーク (Björk、本名ビョーク・グズムンズドッティル (Björk Guðmundsdóttir [ˈpjœr̥k ˈkvʏðmʏntsˌtoʊhtɪr] ( 音声ファイル))、OTF、1965年11月21日 - ）は、アイスランド出身のミュージシャン、シンガーソングライター。

## 概要
アイスランドの首都レイキャヴィークで生まれ育つ。ソロで精力的に活動する以前は、オルタナティヴ・ロックバンド「シュガーキューブス」のメイン・ボーカルとして活動していた。
彼女は様々なジャンルの音楽に影響を受けた革新的な音楽を生み出すことで知られ、グラミー賞に12回、アカデミー賞に1回ノミネートされるなど多数の賞を獲得している。
所属するレコード・レーベルのワン・リトル・インディアンによると、2003年現在、彼女は全世界で1,500万枚のアルバムを売り上げている。
「ローリング・ストーンの選ぶ歴史上最も偉大な100人のシンガー」において第60位にランクインしている。
また、「Q誌の選ぶ歴史上最も偉大な100人のシンガー」において第35位にランクインしている。
名前の「ビョーク」（アイスランド語: björk）はカバノキを意味する。「グズムンズドッティル」とは「グズムンドゥルの娘」を意味する父称である。

## 経歴

### 1990年以前
1965年11月21日、電子技師の父グズムンドゥル・グンナルソンと会社員の母ヒュドゥル・ホイクスドッティルのもと、アイスランドの首都レイキャヴィークに生まれる。父は労働組合のリーダー、母は地元の水力発電開発に反対するといった社会活動家でもあった。両親はビョークが1歳の時に離婚しており、父と母の家を行き来する幼少期を送った。母ヒュドゥルはヒッピー・ムーブメントに影響を受けたボヘミアン的な感性の持ち主であり、ミュージシャンや詩人、ボヘミアンたちと共にアパートで同居生活を送るような人物だった。ビョークは3歳のころには『サウンド・オブ・ミュージック』の劇中歌をすべて唄うことができたという。
4歳の時に母が再婚。再婚相手サイヴァルはローカルバンドのギタリストであり、家にはレイキャヴィークのロック・ミュージシャンたちが集うようになる。継父サイヴァルの存在や彼らのジャムを眺めていたことが、幼少期から抱いていた音楽への関心を決定づける。同時期より作曲を始め、5歳（7歳とも）から地元のパラミュジクスコラ・レイキャビクル音楽学校に通いフルートやピアノやオーボエ、クラシック音楽を学ぶ。1976年には、フルートを取り入れたセミ・クラシカルな楽曲を母国の風景画家ヨーハネス・キャルバルへ捧げるものとして作曲している。
同年、アイスランドのラジオ局がパラミュジクスコラ・レイキャビクル音楽学校のドキュメンタリー番組を制作した際、ビョークは才能に秀でたヴォーカリストとして主役を務め、当時イギリスでヒットしていたティナ・チャールズのディスコ・ミュージック「I Love to Love」を唄っている。これがきっかけでビョークは地元のレーベル「ファルキン」でレコーディングする機会を獲る。母ヒュドゥルの勧めもあり、ビョークは2週間学校を休み、デビュー・アルバムをレコーディングした。
翌1977年、12歳にして本名名義によるアルバム『Björk』でデビュー。収録曲はアイスランド童謡、継父サイヴァルや彼の音楽仲間によるオリジナル曲、ビートルズの「フール・オン・ザ・ヒル」のカヴァーを歌ったこのレコードで、アイスランド国内にて爆発的な人気を得る。しかしビョーク自身はカヴァーばかりで自身の楽曲が1曲しか入っていないこのアルバムに満足していない発言を後に残しており、レコード会社からの2枚目のアルバムの話を断り、天才少女の肩書きと決別する。
さらに、アーティストたるもの新しいものを創造することが使命であり、過去の作品を演奏することの多いアカデミックな音楽教育に疑問を呈する発言をしている。その後アイスランドにも訪れたパンクの波に影響され、13歳で髪を短く刈り込み眉をそり落として「スピット・アンド・スノット」というパンクのガールズバンドを同級生と結成。10台半ばには「エクソダス」というジャズ・ファンクのバンドを結成し活動する中で、さまざまなパートを担当する。エクソダスのメンバーとして活動するさなか、対バンした「タッピ・ティカラス」のエイソール・アルナルドスに見込まれ、同バンドへ加入。アイスランド国内での知名度を得る。
1983年にタッピ・ティカラスが解散。同年、地元のラジオ番組に出演した際、同番組で顔を合わせたミュージシャンたちと共に新たなバンド「K.U.K.L. (クークル)」を結成。ツイン・ボーカルであるこのバンドは1984年に『ジ・アイ』、1985年にアルバム『Holidays in Europe』と2枚のアルバムをリリースし、イギリスのパンク・バンド「クラス」と共にヨーロッパ・ツアーも行った。やがて地元レイキャヴィークの音楽仲間であり恋人のギタリスト、ソー・エルドンとの子を身籠る。妊娠7ヶ月目まで活動を続けたものの、メンバー数人の飲酒が祟りK.U.K.L.は解散する。この際、ビュークはショックで取り乱し何日も泣き続けたという。
翌1986年、ソー・エルドンと結婚し、6月8日に息子シンドリを出産。同日、ギター・ポップ・バンド「シュガーキューブス」を夫のソー、K.U.K.L.のメンバーだったアイナール・オルンらと共に結成。彼らと立ち上げたレーベル「バッド・テイスト・リミテッド」からデビューした。英語で発表した楽曲はアイスランドのみならず英語圏でも注目を集めて人気インディーズ・バンドとなる。
同年、アイスランド国内にて息子シンドリの育児をこなしながら、グリム童話を題材にした映画『ビョークの『ネズの木』〜グリム童話より』にて主演を果たしている。
1990年にはシュガーキューブスでワールド・ツアーを開催し、来日公演も行った。

### 1990年以降
1992年のシュガーキューブス解散後、1993年にソロ・アルバムをリリース。ソロとしては事実上2枚目であるが、改めて『デビュー』と題したこのアルバムはハウスを取り入れた先鋭的かつポップなサウンド、天真爛漫でフォースフルなボーカルが大々的にフィーチャーされ、世界的にヒットした。
1995年にはマドンナに「ベッドタイム・ストーリー」を楽曲提供。
1996年に、精神を患ったフロリダの熱烈なファン、リカルド・ロペスが、ビョークのロンドンの自宅に彼女を殺害する目的で、酸を噴射する郵便爆弾を送り付けた。この計画が実現する前にロンドン警視庁によって爆弾は回収された。ロペスは日記と22時間に及ぶビデオにビョークへの強迫観念や、彼女と婚約者ゴールディのロマンチックな関係について知っていることを語り、爆弾の製造を撮影し、自殺した。

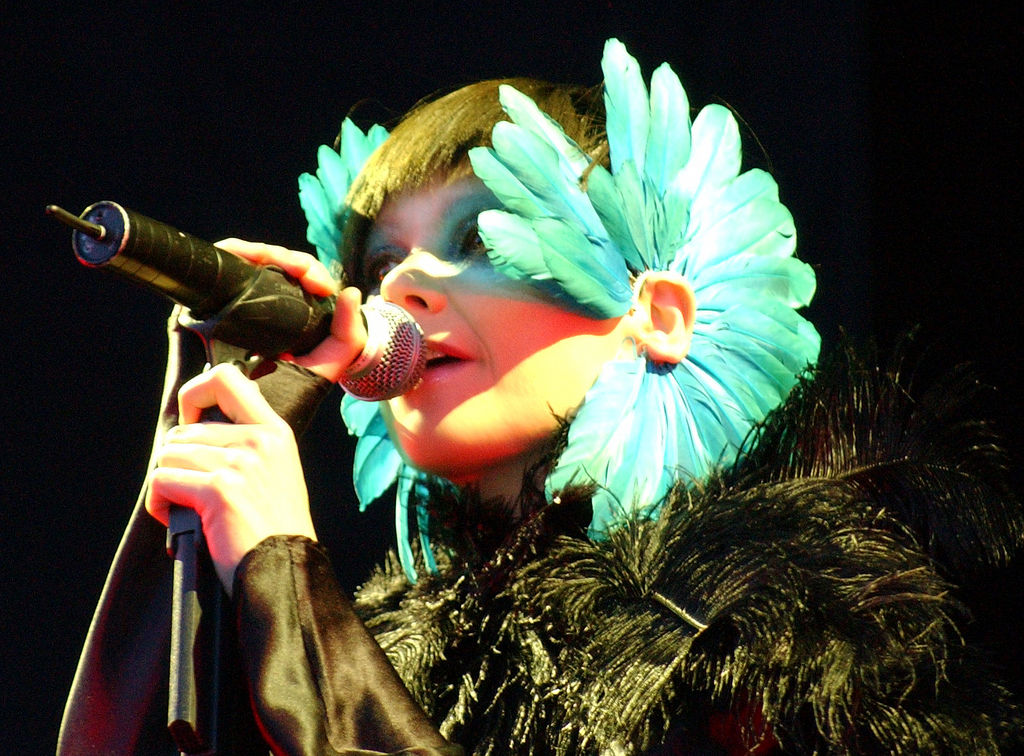
2003年

2000年、ミュージカル映画『ダンサー・イン・ザ・ダーク』に主演。ゴールデングローブ賞主演女優賞、最優秀オリジナル・ソング賞にノミネート。カンヌ国際映画祭のパルム・ドール、最優秀女優賞を受賞した。劇中での音楽を担当し、アルバム『セルマソングス〜ミュージック・フロム・ダンサー・イン・ザ・ダーク』をリリース。グラミー賞とアカデミー賞にノミネートされ、アカデミー賞会場ではマラヤン・ペジョスキーがデザインした白鳥ドレスを着てレッドカーペットに現れ、ステージで劇中歌「I've Seen It All」を披露し、大きな話題を呼んだ。日本では2001年の正月映画として公開されヒットした。
2004年に行われたアテネオリンピックの開会式で「Oceania」をパフォーマンス。
同年、ビョークは日本についての映画『拘束のドローイング9』への出演とサウンドトラック創作に打ち込んでいた。同作を製作したアーティストのマシュー・バーニーとの間に娘イザドラをもうけたが、2013年に破局した。
2008年1月13日、ニュージーランド滞在中に、オークランド国際空港で、カメラマンがビョークの付き添い人の制止を無視して写真を数枚撮影し立ち去ろうとしようとしたが、ビョークが追いかけてカメラマンのTシャツを引き裂いた。揉み合いとなり、ビョークは床に転倒した。

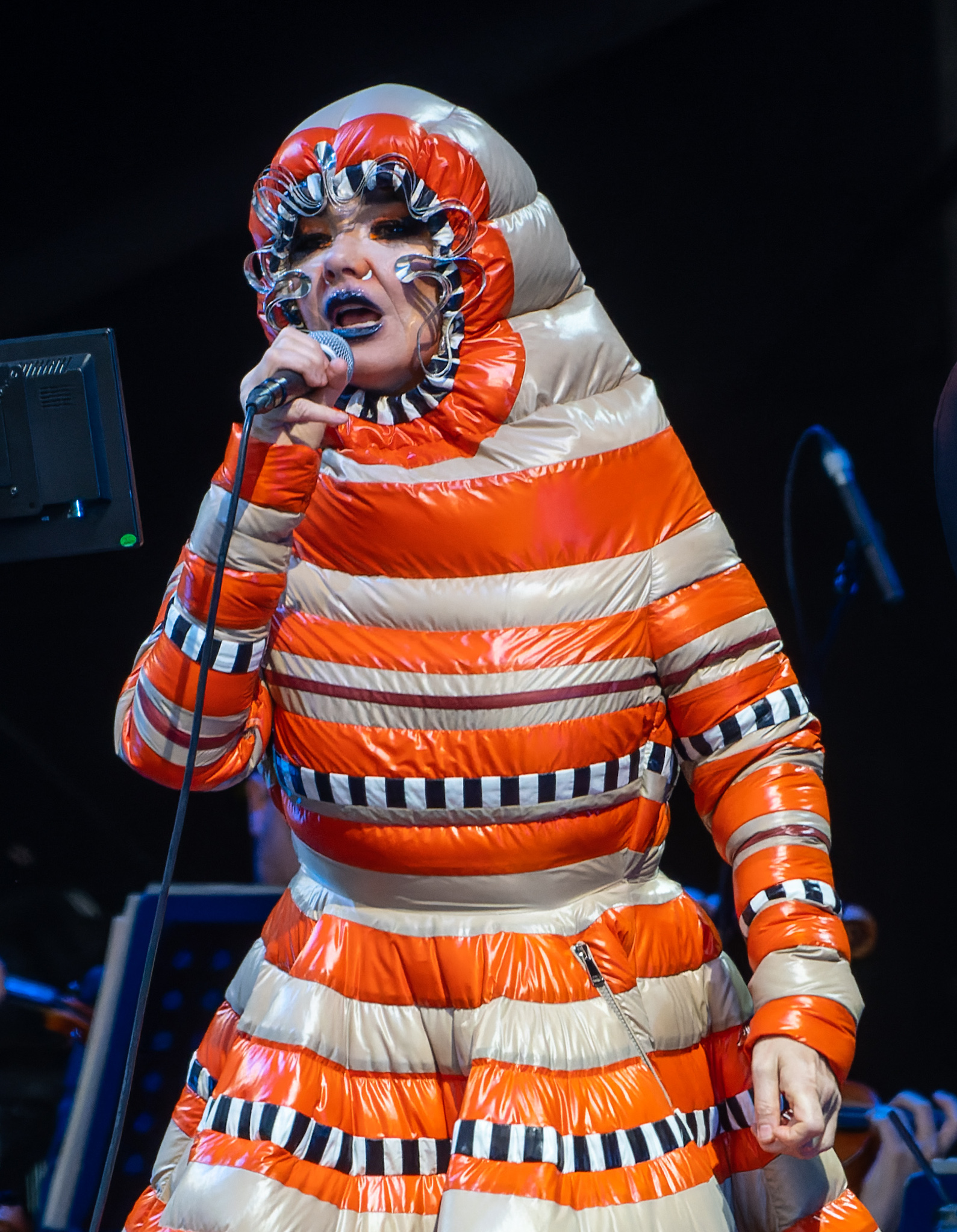
2022年

ビョークは2012年11月22日、自身のFacebookページにおいて、数年前に医師から声帯にポリープがあることを告げられ、その後4年間に及ぶ食事療法などを行って来たが、最終的にレーザーによる本格的な治療を行った為、しばらく休養する旨を発表した。ビョークは発表したメッセージの文末で「食事療法などがうまくいくと信じていたし、仕事をキャンセルするような事になるまでは、この話はしたくなかった。2013年に、また皆さんの前で歌えることを楽しみにしています」としている。
2015年にはニューヨーク近代美術館（MoMA）にてビョークの回顧展が開催された。回顧展に合わせて書籍『Björk: Archives』を出版。また、このときに展示された「Stonemilker」の360度パノラマVR（バーチャル・リアリティ）ビデオは、iOS向けアプリ「Björk: Stonemilker VR」として発売された。
2016年には東京の日本科学未来館にて回顧展『Björk Digital』が開催された。初日6月28日にはオープニング・イベントに出演し、『ヴァルニキュラ』収録曲の「クイックサンド」を歌唱し、360度VR映像で生中継された。また日本初となるトークショーも行われた。

## その他の活動

### 慈善活動

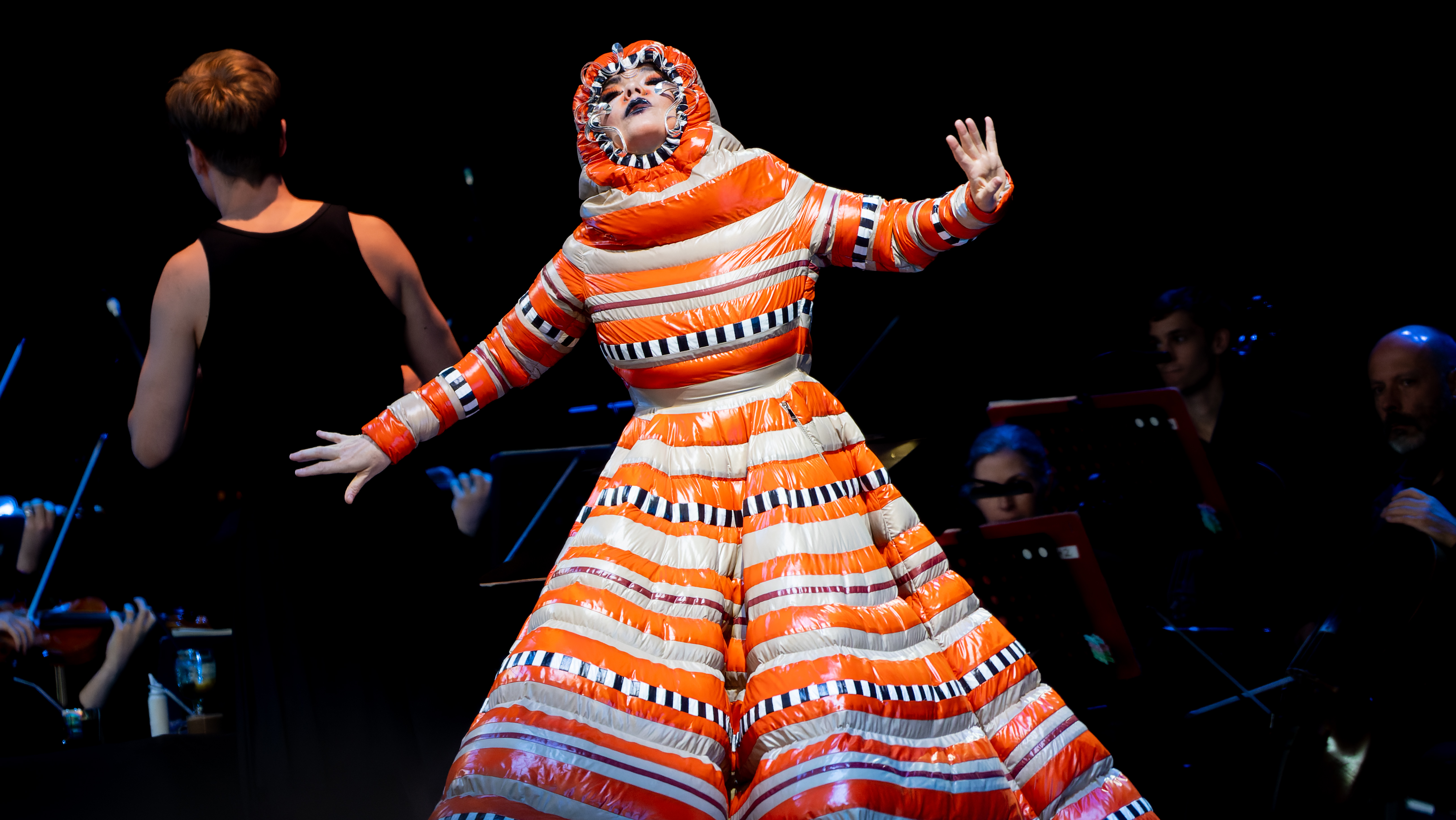
2022年

スマトラ島沖地震 (2004年)の後、ビョークは被害者支援の資金を調達するために、新しく「Army of Me: Remixes and Covers」というプロジェクトを立ち上げた。世界中のファンとミュージシャンへ向けて1995年の楽曲「アーミー・オブ・ミー」のカヴァーやリミックスが募集され、600以上のレスポンスからビョークと彼女の共同ライターであるグラハム・マッセイがベスト20をアルバム用にピックアップして制作した。このアルバムは2005年4月にイギリスで、続いて5月にアメリカで発売され、2006年1月までに250,000ポンド近くを集め、東南アジア地域を援助するユニセフの事業に送られた。 ビョークは2006年2月、津波被害を受けた子供たちへのユニセフの援助の進捗状況を視察するため、バンダ・アチェを訪れた。
2005年7月2日、ビョークはDo As Infinity、グッド・シャーロット、マクフライと共に、チャリティー・コンサート「LIVE 8」の一つで千葉の幕張メッセで開催された「LIVE 8 JAPAN」に参加した。マトモス、ジーナ・パーキンス、日本の弦楽八重奏と共に8曲を歌った。

### 政治的な活動

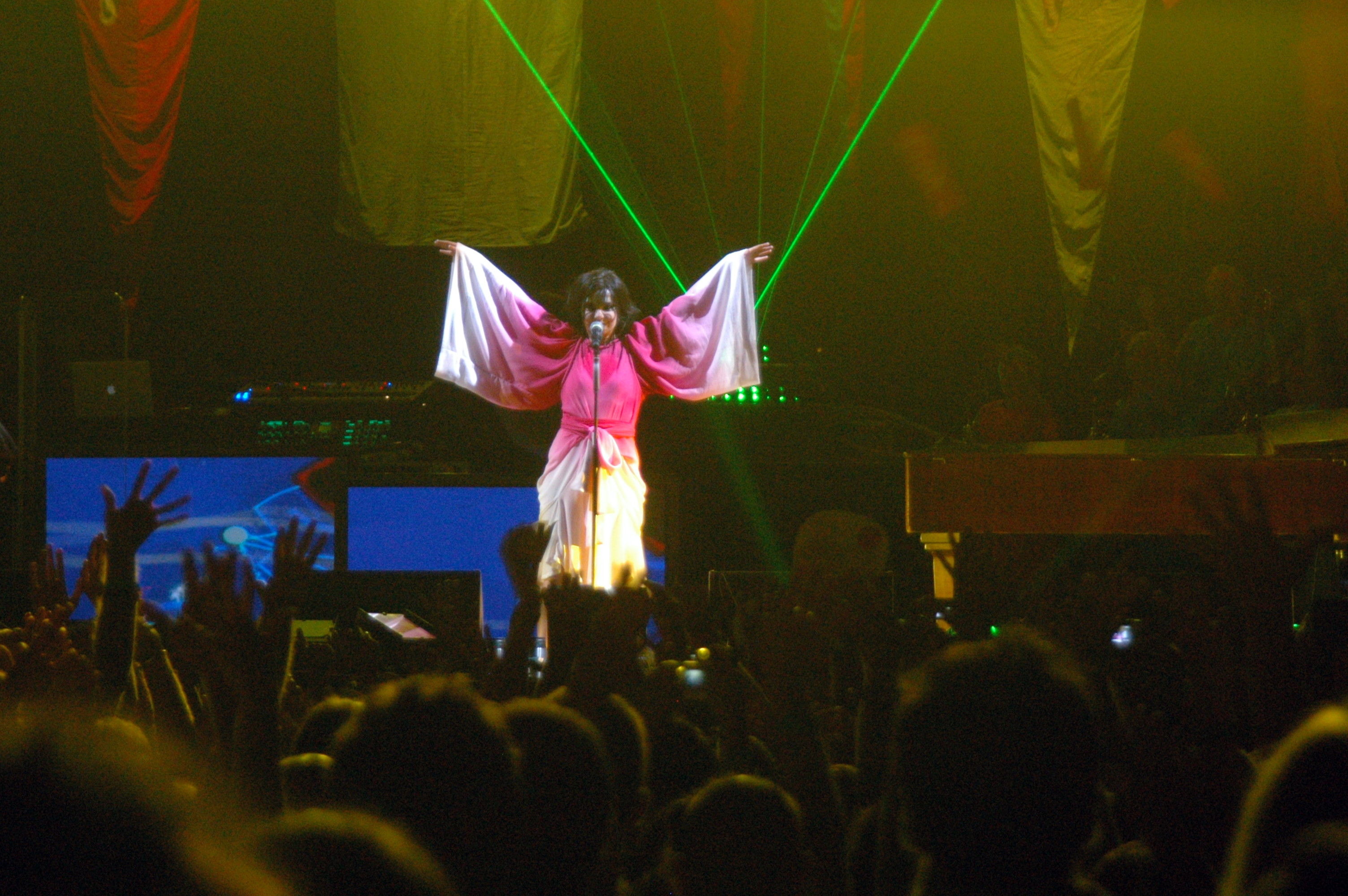
2007年

2008年3月2日、中国・上海で行われたコンサートで事前に演奏を届け出ていない「Declare Independence」を歌った際に「チベット」と連呼した。これを受け、中国文化省は文化省のサイト上で、規定に違反して個人的な芸術活動を政治利用し人民の感情を傷つけると不快感を表すコメントを掲載すると共に、中国国外アーティストへの制限を強化する意向を発表している。一方のビョークも自身のサイトで、自分は政治家ではなくミュージシャンである旨のコメントを返している。
2008年2月に日本武道館で開催されたコンサートでは、同曲で「コソボ」と連呼しており、この影響でセルビアでのフェスティヴァルの出演をキャンセルされている。
ビョークは母国アイスランドの環境問題にも関心を持っており、クリスティン・ペトルスドッティルとハッラ・トーマスドッティルという女性二人が設立した持続可能性を重視した投資銀行オイズル・キャピタルと組んで、2008年にアイスランドの経済の回復と環境保護を目的に、同国の新興企業に投資する「ビョークファンド」を立ち上げた。

### 人物

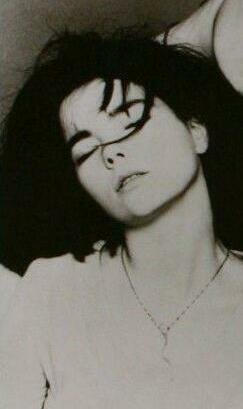

若い頃には東洋的な顔立ちから日本人に似ていると周囲に指摘され、三島由紀夫などの日本文学を読んでいた。幼少時に観た日本映画『鬼婆』に形容しようのない印象を受け、日本に強い興味を抱いていたという。空手をしていると公言したり「アーティストとして初めてリスペクトされていると感じたのが日本」ともコメントしている。その影響か日本人アーティストとコラボレートすることも多く、アコーディオニストのcobaは1995年のワールド・ツアーに参加。アートディレクター石岡瑛子にはミュージックビデオの監督を依頼。DOKAKAはヒューマンビートボックスでアルバム『メダラ』に参加した。川久保玲やジュンヤ・ワタナベの服を好んで着ることでも有名。写真家 荒木経惟のファンであり、彼が撮ったポートレートをアルバム『テレグラム』（1996年）のジャケットに使用したほか、荒木のドキュメンタリ映画『アラキメンタリ』に出演したり雑誌などでも盛んに共演している。
様々な分野のミュージシャンとコラボレーションを行うことでも知られ、インタビューなどでビョークに影響を受けたと答えるミュージシャンも多い。アーティスティックスイミングのヴィルジニー・デデューやフィギュアスケートのミシェル・クワン、髙橋大輔（2007-2008シーズンエキシビション）の演技でビョークの楽曲が使われるなど、他分野の人物にも影響を与えている。

## ディスコグラフィ

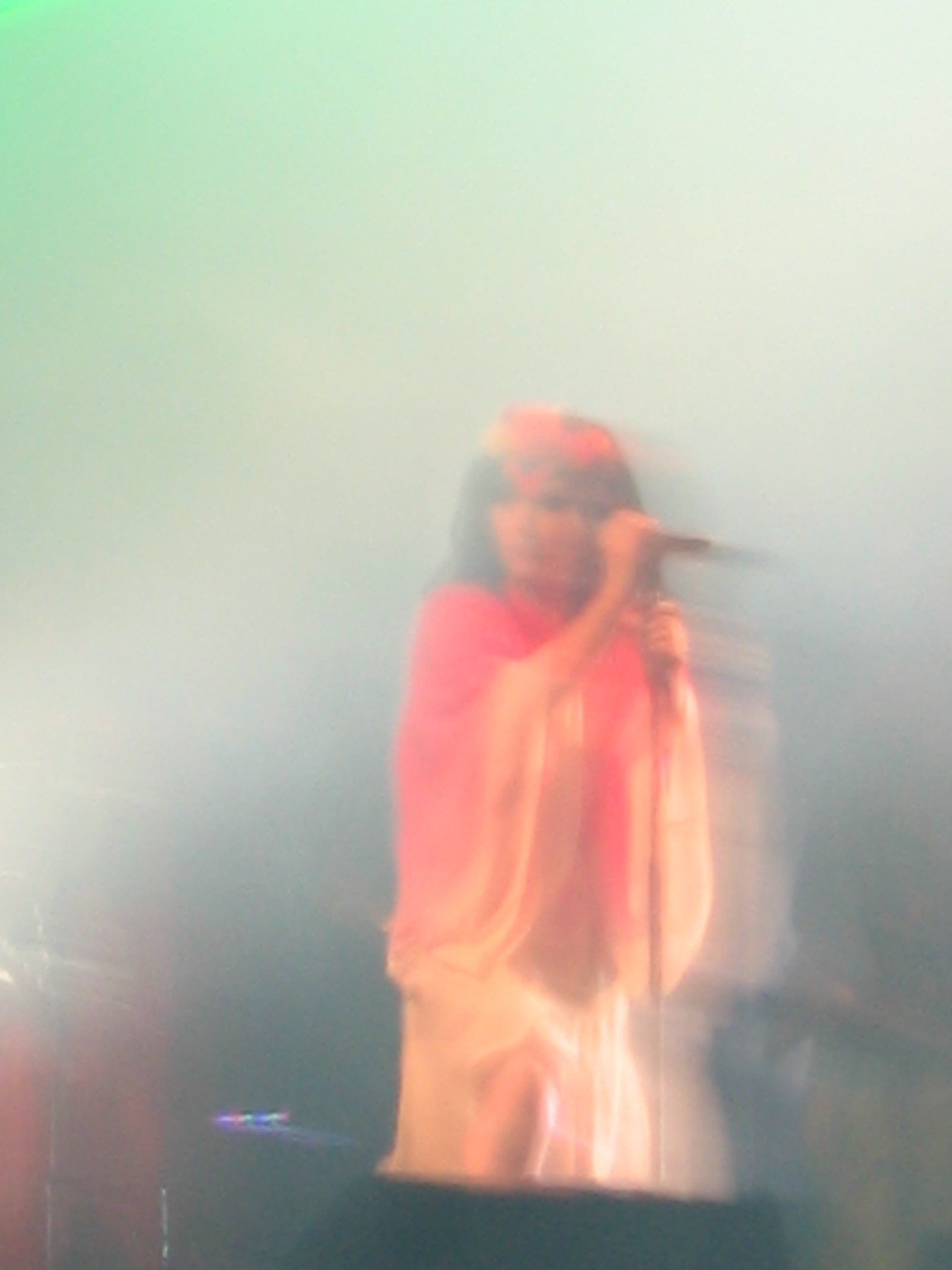
（2007年7月8日）

### スタジオ・アルバム
- Björk (1977年) ※Björk Guðmundsdóttir名義
- 『デビュー』 - Debut (1993年)
- 『ポスト』 - Post (1995年)
- 『ホモジェニック』 - Homogenic (1997年)
- 『ヴェスパタイン』 - Vespertine (2001年)
- 『メダラ』 - Medúlla (2004年)
- 『ヴォルタ』 - Volta (2007年)
- 『バイオフィリア』 - Biophilia (2011年)
- 『ヴァルニキュラ』 - Vulnicura (2015年)
- 『ユートピア』 - Utopia (2017年)
- 『フォソーラ』 - Fossora (2022年)

### ライブ・アルバム
- 『デビュー・ライヴ』 - Debut Live (2004年) ※後述の『ザ・ライヴ・ボックス』からのバラ売り
- 『ポスト・ライヴ』 - Post Live (2004年) ※後述の『ザ・ライヴ・ボックス』からのバラ売り
- 『ホモジェニック・ライヴ』 - Homogenic Live (2004年) ※後述の『ザ・ライヴ・ボックス』からのバラ売り
- 『ヴェスパタイン・ライヴ』 - Vespertine Live (2004年) ※後述の『ザ・ライヴ・ボックス』からのバラ売り
- 『バイオフィリア・ライヴ』 - Björk: Biophilia Live (2014年)
- 『ヴァルニキュラ: ライヴ』 - Vulnicura Live (2015年)

### サウンドトラック・アルバム
- 『セルマソングス〜ミュージック・フロム・ダンサー・イン・ザ・ダーク』 - Selmasongs (2000年、polydor) ※映画『ダンサー・イン・ザ・ダーク』のサウンドトラック。レディオヘッドのトム・ヨークとのデュエット「I've Seen It All」収録
- 『ミュージック・フロム「拘束のドローイング9」』 - The Music from Drawing Restraint 9 (2005年) ※映像作品『拘束のドローイング9』のサウンドトラック。この映像作品と音楽の製作過程はドキュメンタリー映画『マシュー・バーニー:拘束ナシ』に収められている

### 参加サウンドトラック・アルバム
- 『タンク・ガール』 - Tank Girl (1995年) ※映画『タンク・ガール』のサウンドトラック。「アーミー・オブ・ミー」所収
- 『スクリーミング・マスターピース』(2005年) ※アイスランド音楽に関するドキュメンタリー映画にミュージシャンとして出演し、サウンドトラックを音楽を提供
- Sucker Punch (soundtrack) (2011年) ※映画『エンジェル ウォーズ』サウンドトラック。ビョーク（フィーチャリング・スカンク・アナンシー）の「Army of Me (Sucker Punch Remix)」収録。

### リミックス・アルバム
- 『デビュー・ベスト・ミクシーズ』 - The Best Mixes from the Album Debut for All the People Who Don't Buy White Labels (1994年) ※『デビュー』からのリミックス
- 『テレグラム』 - Telegram (1996年) ※『ポスト』からのリミックス
- Army of Me: Remixes and Covers (2005年) ※「アーミー・オブ・ミー」1曲を17人のアーティストがリミックス
- The Volta Mixes (2009年) ※『ヴォルタ』からのリミックス
- 『バスターズ』 - Bastards (2012年) ※『バイオフィリア』からのリミックス

### コンピレーション・アルバム
- 『グレイテスト・ヒッツ』 - Greatest Hits (2002年) ※ファン投票を元にしたベスト・アルバム

### ボックスセット
- 『ファミリー・トゥリー』 - Family Tree (2002年) ※ビョーク自身の選曲による『グレイテスト・ヒッツ』に未発表曲などを加えた6枚組ボックスセット
- 『ザ・ライヴ・ボックス』 - Live Box (2003年) ※『デビュー』『ポスト』『ホモジェニック』『ヴェスパタイン』各ツアーのライブ音源によるボックスセット
- 『サラウンド』 - Surrounded (2006年) ※過去のアルバムを5.1chサラウンドにリミックスし、全ビデオクリップも加えた7枚組DualDisc（DVD+CD）の限定ボックスセット
- 『ヴォルタイック』 - Voltaic (2009年) ※『ヴォルタ』のバンド録音CD、ライブDVD、ミュージックビデオ、リミックスのボックスセット。バージョン違いあり

### コラボレーション・アルバム
- Gling-Gló (1991年) ※母国のバックバンドとセッションしたスウィング・ジャズ・アルバム。「グリン・グロ」とはアイスランド語で時計の針が進む擬音語
- 『マウント・ウィッテンベルク・オルカ』 - Mount Wittenberg Orca (2010年) ※with ダーティー・プロジェクターズ
- Country Creatures (2019年) ※EP with カリン・ドレイヤー

### その他
- iTunes Originals (2005年)
- "Náttúra" (2008年) ※母国アイスランドの自然環境保護キャンペーン「Nattura」のために書き下ろし、デジタル配信限定でのリリース。トム・ヨークがバック・コーラスで参加しており、収益はすべて同キャンペーンに寄付される
- 『ヴァルニキュラ-ストリングス』 - Vulnicura Strings (2015年) ※アルバム『ヴァルニキュラ』を全編ストリングスで再構成したもの

## 出演
- 『ビョークの『ネズの木』〜グリム童話より』 - The Juniper Tree (1990年)
- 『ダンサー・イン・ザ・ダーク』 - Dancer in the Dark (2000年) ※音楽も担当
- 『拘束のドローイング9』 - Drawing Restraint 9 (2005年) ※音楽も担当
- 『ノースマン 導かれし復讐者』 - The Northman (2022年)

## 日本公演
- 1994年
  - 2月3日心斎橋クラブクアトロ、4日名古屋クラブクアトロ、5日 渋谷 ON-AIR WEST、7日,8日,9日 渋谷 ON-AIR
- 1996年
  - 1月31日,2月1日 恵比寿ガーデンホール、4日 日本武道館、5日 愛知県勤労会館、7日 九州電気ホール、9日,10日 松下IMPホール
- 1998年
  - フジロックフェスティバル - 8月1日 東京ベイサイドスクエア
- 2001年
  - 12月2日 昭和女子大学人見記念講堂、5日 オーチャードホール、7日 東京国際フォーラムホールC
- 2003年
  - フジロックフェスティバル - 7月26日 苗場スキー場
- 2005年
  - Live 8 - 7月2日 幕張メッセ
- 2008年
  - 2月19日,22日 日本武道館、25日 大阪城ホール
- 2013年
  - フジロックフェスティバル - 7月27日 苗場スキー場
  - Biophilia Tokyo[20] - 7月31日,8月3日,6日 日本科学未来館
- 2016年
  - Björk Digital オープニングDJイベント（DJのみの出演） - 6月29日 日本科学未来館
- 2017年
  - フジロックフェスティバル - 7月30日 苗場スキー場
- 2023年
  - 3月20日, 28日, 31日 東京ガーデンシアター、3月25日 神戸ワールド記念ホール